# Delmas Treason Trial
Das Delmas Treason Trial (deutsch: „Landesverratsprozess von Delmas“; offiziell The State vs. P. M. Baleka and others) war ein Gerichtsprozess des High Court of South Africa in Südafrika. Er begann 1985 in Delmas und wurde in Pretoria zu Ende geführt. Angeklagt waren 22 Männer, von denen die meisten der United Democratic Front angehörten. Fünf Angeklagte wurden im Jahr 1988 zu Haftstrafen zwischen fünf und zwölf Jahren verurteilt, sechs zu hohen Bewährungsstrafen. Der Staat hoffte, mit diesem Prozess die UDF ausschalten zu können. 1989 wurden die Urteile aufgehoben.

## Vorgeschichte
Die UDF war im August 1983 als Dachverband zahlreicher Anti-Apartheid-Organisationen gegründet worden. Zu ihren Zielen gehörte die politische Bekämpfung des neugeschaffenen Dreikammersystems. 1984 bis 1986 fand das Pietermaritzburg Treason Trial statt, bei dem 16 UDF-Mitglieder oder der UDF Nahestehende freigesprochen wurden.

## Prozessbeteiligte

### Angeklagte
Die 22 Angeklagten waren (in alphabetischer Reihenfolge):
- Patrick Mabuya Baleka
- Moses Mabokela Chikane, Transvaal Secretary
- Serame Jacob Hlanyane
- Oupa John Hlomka
- Mosiuoa Gerard Patrick Lekota, National Publicity Secretary
- Gcinumuzi Petrus Malindi
- Mkhambi Amos Malindi
- Thomas Madikwe Manthata, South African Council of Churches
- Hlabeng Same Matlole
- Morake Petrus Mokoena
- Sekwati John Mokoena
- Popo Simon Molefe, National Secretary
- Mohapi Lazarus More
- Tebogo Geoffrey Moselane
- Simon Tseko Nkoli
- Naphtali Mbuti Nkopane
- Tebello Ephraim Ramakgula
- Thabiso A. Ratsomo
- Pelametse Jerry Tlhopane
- Bavumile Herbert Vilakazi
- Maxala Simon Vilakazi

Viele der Angeklagten kamen aus dem Vaal-Dreieck und hatten damit ihren Lebensmittelpunkt mehr als hundert Kilometer vom Gerichtsort Delmas entfernt.
In der Anklage waren die Namen von 911 weiteren Personen und 50 Organisationen aufgelistet, die im Falle eines Schuldspruchs ebenfalls belangt werden sollten. Zu den Personen gehörten Desmond Tutu, Frank Chikane und Beyers Naudé.

### Verteidiger
Unter den Verteidigern waren Arthur Chaskalson, George Bizos, Gilbert Marcus, Karel Tip und Zac Yacoob.

### Ankläger
Ankläger war die Republik Südafrika.

### Richter
Vorsitzender Richter war Kees van Dijkhorst. Ihm standen zwei Assessors zur Seite, Willem Joubert, ein habilitierter Rechtswissenschaftler, und W. F. Krugel, Präsident des Regional Court („Regionalgericht“)  in Pretoria.

## Ablauf und Urteil
Am 16. Oktober 1985 begann der Prozess im Gebäude des Magistrate Court (etwa: „Amtsgericht“) in der Kleinstadt Delmas. Die Anklage lautete auf Landesverrat (treason), teilweise auf Terrorismus, Subversion, Mord und „Unterstützung der Ziele einer illegalen Organisation“. Die Angeklagten waren außerhalb der Verhandlungszeiten im Modderbee Prison untergebracht. Die Anklage behauptete, dass die UDF auf eine Weisung Oliver Reginald Tambos, dem im Exil lebenden Vorsitzenden des verbotenen African National Congress (ANC), vom Januar 1983 gegründet worden sei. Auch sei die UDF konspirativ vom ANC gesteuert. Ferner wurden die Angeklagten beschuldigt, gewaltsame Auseinandersetzungen an zahlreichen Orten Südafrikas angestiftet zu haben und die Autorität örtlicher Verwaltungen durch die Gründung eigener Verwaltungsstrukturen untergraben zu haben. Die Verteidigung wies darauf hin, dass die UDF schon längst bekannte Ziele verfolge und nicht konspirativ arbeite. Sie sei unabhängig und friedlich. Der Gründung der UDF läge eine Rede Allan Boesaks im Januar 1983 zugrunde, bei der es um Widerstand gegen das Dreikammersystems gegangen sei, nachdem sich die Labour Party für das umstrittene System ausgesprochen hatte.
Im November 1986 verlangte die Verteidigung einen Freispruch. Daraufhin wurden drei Angeklagte freigesprochen und sechs weitere gegen Kaution entlassen. Am 10. März 1987 wurde Joubert von Richter van Dijkhorst ersatzlos aus dem Verfahren entlassen, nachdem seine Unterstützung der Million Signature Campaign der UDF bekannt geworden war. Ein Antrag der Verteidiger an den Richter, die Entlassung als illegal zu werten, scheiterte ebenso wie ein Antrag, auch W. F. Krugel, der dem Broederbond angehörte, wegen Befangenheit zu entlassen.
Nach rund 18 Monaten wurde der Prozess im Palace of Justice in der Hauptstadt Pretoria fortgesetzt. Im Juni 1987 wurden weitere zehn Angeklagte gegen Kaution entlassen, durften sich aber nicht in ihrem Heimatort aufhalten. Acht Angeklagte wurden zu Beginn der Urteilsfindung im November 1988 wieder inhaftiert. Drei Angeklagte, Lekota, Molefe und Chikane, blieben während der gesamten Prozessdauer inhaftiert. Gegen Ende des Verfahrens wuchs das öffentliche Interesse. Mehrere Botschafter westlicher Staaten nahmen als Zuschauer teil.
Insgesamt gab es 437 Sitzungstage. Es war gemessen an der Zahl der Sitzungstage der bis dahin längste und auch der teuerste Prozess in der Geschichte Südafrika.
Am 8. Dezember 1988 wurden die Urteile verkündet. Elf der Angeklagten wurden zu Haftstrafen zwischen fünf und zwölf Jahren verurteilt. Lekota wurde wegen Landesverrats zu zwölf Jahren Haft verurteilt, Chikane und Molefe zu zehn Jahren, Manthata erhielt sechs Jahre Haft, alle wegen Landesverrats. Gcinumuzi Malindi erhielt fünf Jahre Haft wegen Terrorismus. Weitere sechs Angeklagte, Hlanyane, Matlole, S. J. Mokoena, Mphuthi, Nkopane und Ramakgula, erhielten Bewährungsstrafen wegen Terrorismus und Verfügungen, die einem Bann gleichkamen.
Der Richter gab in seiner Urteilsbegründung an, dass die UDF ein inländischer Flügel des ANC sei, der ein revolutionäres Klima erzeuge. Zugleich sprach er die Angeklagten als mögliche zukünftige Führer an, die aber der Gewalt abschwören müssten.

## Proteste
Gegen das Gerichtsverfahren gab es zahlreiche Proteste, unter anderem Veranstaltungen der Delmas Support Group mit Desmond Tutu, Allan Boesak, Frank Chikane und Jay Naidoo. Der Prozess und die Urteilssprüche wurden auch international kritisiert.

## Folgen
Ende 1989 wurde das Urteil von der Appellate Division des Supreme Court aufgehoben und alle Angeklagten wegen eines Verfahrensfehlers freigesprochen. Das Gericht argumentierte, dass die Angeklagten vor der Entlassung Jouberts anzuhören gewesen wären.
In Delmas wurde 2012 auf dem Grundstück des Magistrate Court für die Angeklagten – auch die Delmas Four, die 1989 knapp der Todesstrafe entgingen – ein Denkmal in Form eines übergroßen Hammers und Ambosses errichtet. Nelson Mandela hatte einst geäußert, dass die Herrschaft der weißen Minderheit eines Tages durch den Hammer des bewaffneten Widerstandes und den Amboss der Massenbewegung zerschlagen würde.